# Вајндер (Џорџија)
Вајндер (Џорџија) (енгл. Winder) град је у америчкој савезној држави Џорџија. По попису становништва из 2010. у њему је живело 14.099 становника.

## Демографија
Према попису становништва из 2010. у граду је живело 14.099 становника, што је 3.898 (38,2%) становника више него 2000. године.
| Група             | 2000.         | 2010.         |
| Белци             | 7.701 (75,5%) | 9.529 (67,6%) |
| Афроамериканци    | 1.838 (18,0%) | 2.568 (18,2%) |
| Азијати           | 125 (1,2%)    | 287 (2,0%)    |
| Хиспаноамериканци | 385 (3,8%)    | 1.381 (9,8%)  |
| Укупно            | 10.201        | 14.099        |